# Вальс шампанского
«Вальс шампанского» (англ. Champagne Waltz) — американская кинокомедия 1937 года, поставленная режиссёром А. Эдвардом Сазерлендом.
Премьера фильма состоялась в Копенгагене 20 января 1937 года.

## Слоган
«As gay and sparkling as a champagne cocktail!»

## Сюжет
Глэдис Свортаут, прима Метрополитен Опера, играет Эльзу Штраус, дочь знаменитого австрийского композитора, создавшего множество вальсов. Руководитель джазового оркестра Баззи Белью приезжает со своими музыкантами в Вену и даёт множество концертов. Репертуар оркестра приходится по вкусу местным жителям и вскоре по всему городу начинают играть джаз вместо вальсов. Эльза, стоящая во главе семейного бизнеса, приходит к Баззи, чтобы попросить его уехать из города. Но молодые люди очень приглянулись друг другу, и это привело к гармоничному «браку» двух музыкальных стилей.

## В ролях
- Глэдис Свортаут[англ.] — Эльза Штраусс
- Фред Макмюррей — Баззи Белью
- Джек Оуки — Гарри Галахер
- Велоз[англ.] — Ларри
- Иоланда[англ.] — Анна
- Герман Бинг[англ.] — Макс Шнеллинек
- Фриц Лейбер — Франц Штраусс
- Вивьенн Осборн[англ.] — графиня Маришка
- Фрэнк Форест[англ.] — Карл Либерлих

## Прокат
Прокат фильма в Бельгии и Финляндии стартовал 21 января 1937 года, в США — 5 февраля 1937 года, в СССР — 25 июня 1942 года.